# ラドスラフ・クヴァピル
ラドスラフ・クヴァピル（Radoslav Kvapil, 1934年3月15日 ブルノ - ）はチェコのピアニスト・作曲家。
ヴォジーシェクやスメタナ、フィビフ、ヤナーチェク、スクなどのチェコ音楽の擁護者として国際的に認められているが、20世紀末にフランスにおいてショパンに特化したプログラムで演奏活動に取り組んだ。現在はプラハ在住。

## 関連書籍
- European Biographical Directory (Copyright RH Neirijnck 1997)